# Hippolyte Dubois
Hippolyte Dubois, né à Rezé (Loire-Inférieure, devenue depuis Loire-Atlantique) le 27 février 1837 et mort à Samoëns (Haute-Savoie) le 9 octobre 1909, est un peintre français.

## Biographie
En 1859, Hippolyte Dubois entre à l'École des beaux-arts de Paris où il est l'élève de Charles Gleyre.
Très engagé avec son ami le sculpteur Hippolyte Moulin dans la Fédération des artistes dont il est membre de la commission fédérale avec 46 autres membres et partisans de la Commune de Paris, chargés de mettre en place un programme révolutionnaire. Il réalisera un portrait de celui-ci au cours de la Semaine sanglante qu'il lui dédicace « A mon ami Moulin le 21-23 mai 1871 ».
Il est directeur de l'École des beaux-arts d'Alger de 1885 à 1909 où il exerce également la peinture. Dubois exerce une forte influence sur la vie artistique à Alger et il est l'un des fondateurs de la Société des artistes orientalistes algériens. Il est nommé deuxième directeur de l'École des beaux-arts d'Alger en 1885.
Rentré en France il s'installe à Samoëns, station thermale que le docteur Demartenex avait signalé en 1834 comme étant propres à combattre les affections psoriques et herpétiques.

## Œuvres référencées

### Peintures
- 1869  -  Diane, exposée au Salon de 1869 et achetée par l'État
- 1871  -  Portrait d'Hippolyte Moulin pendant la Semaine sanglante[7]
- 1872  -  Portrait de Mme Eudel, musée des beaux-arts de Nantes
- Musée national des beaux-arts d'Alger: Chanteur de Café Maure - Maison de la rue de Thèbes à Alger - Paysage de Provence
- 1875 - Le Printemps, musée Mandet de Riom

## Salons
- 1868  -  Salon :  ? , obtient une Médaille[8]
- 1869  - Salon :  Diane

## Expositions
- 1880   - Alger
- 1881   - Alger, Exposition de la Société nationale des beaux-arts, Mauresque jouant de la derbouka, Musicien Arabe.
- 1889   - Paris, Exposition universelle.
- 1932   - Alger, Exposition de la Société des beaux-arts.

## Réception critique
- 1869 - Edmond About dans la Revue des deux Mondes, t. 81, Le Salon de 1869 : « La Diane de Mr Hippolyte Dubois quoiqu'elle sente un peu trop le modèle parisien, et un modèle qui pèche par les jambes, est une œuvre de bonne école et pleine de qualités sérieuses. »

## Élèves
- Louis Ferdinand Antoni (1872-1940)
- Armand Assus (1892-1977)
- André Delacroix (?-†1934)
- Augustin Ferrando (1880-1957) en 1898-1901
- Gilbert Galland (1870-1950)
- Léon Geille de Saint-Léger (1863-?)